# Василевка
Василевка (на руски: Васильевка) е хутор в Кантемировски район на Воронежка област на Русия.
Влиза в състава на селището от селски тип Михайловское.

## География

### Улици
- ул. Придорожная.

## История
Хуторът възниква в средата на 19 век. Първият заселник е човек на име Василев, на чието име е наречен хутора.
През 1900 г. тук има 25 къщи и 154 жители, и една обществена сграда.
В годините на колективизация жителите на хутора създават колхоз, който впоследствие се разпада.
Недалече от Василевка, на малко възвишение, има братска могила, в която са положени останките на 42-ма загинали от 6-а армия на Воронежкия фронт, загинали в хода на настъпателната операция „Малък Сатурн“ през януари 1943 г. На могилата има паметник под формата на метален обелиск със звезда (издигнат през 1947 г.).
По данни от 1995 г., във Василевка има само 7 къщи и 12 жители.
По данни от 2010 г., в хутора няма постоянно живеещи.

## Население
| 1900 | 1995 | 2010 |
| ---- | ---- | ---- |
| 154  | 12   | 0    |